# Cindel Towani
Cindel Towani a Csillagok háborúja elképzelt univerzumának egyik ember szereplője. Néhány régebbi spin-off filmben, mint pl. a Bátrak karavánja címűben jelent meg főszereplőként (a Lucas által készített hat mozifilm egyikében sem szerepelt, és nincs is rá utalás).

## Leírása
Cindel Towani az emberek fajába tartozó kislány, aki testvérével, Mace-szel és a Világos fa falu környékén lakó Warrick család tagjaival több kalandot is megélt. Bőre fehér, a haja szőke. Szemszíne barna. Ötéves, 1,3 méter magas. Y. e. 2-ben született; a vong invázió alatt körülbelül 33 éves volt; az Új Köztársaság első évtizedeiben él.

## Élete
Az Endor holdra Y. u. 3-ban, azaz 5 évesen került el. Családja űrhajója lezuhant erre a holdra. A zuhanás után Cindel szüleit elrabolta egy gorax, de a kislánynak és fiútestvérének, aki idősebb nála, sikerült elmenekülnie. A két gyermek menedéket kapott Wicket Wystri Warrick családjánál. A kislány előbb beteg lett, de az ewokok ápolásának köszönhetően hamarosan meggyógyul. Miután a két gyermek megszökik az ewokoktól, rájuk támad a rabló gorax disznófarkasa; de ezt az ewokok megölik. Később, miután meglátogatták Logray sámánt, aki „varázstárgyakat” adott nekik, elmennek kiszabadítani a Towani szülőket. Ez idő alatt Cindel és Wicket szoros barátságot köt egymással; az ewok alapszinten megtanulta a kislánytól a galaktikus közös nyelvet. Cindel és Wicket, mivel még kisgyermekek voltak, az utazás során egy lóra szerelt sátorban ültek. A karavánhoz, mely a Towani gyermekekből, valamint Deej Warrickból és a három fiából tevődött össze, még két ewok csatlakozott: a favágó Chukha-Trok (akit majd a gorax megöl) és Kaink papnő. 
Az út során több kalandjuk is van: Mace-t, miközben inni akar a folyóból, beszívja a víz; Wicket varázsjáróbotjának köszönhetően menekül meg; továbbá az egyik éjjel viszti (Wistie) raj érkezik a táborba; a raj, a királynőjükön, Izrinán kívül (aki segíteni fog a gorax legyőzésében), berepül Cindel „Tiszta fényű gyertyájának” lángjába. Mikor megérkeznek a gorax otthonához, Mace-nek a Lograytól kapott kőbe zárt iránytű mutatja meg a bejáratot. Mielőtt elérik a gorax termét, előbb átmásznak egy hasadékon és megküzdenek egy óriás pókkal. Eközben Cindelt, Wicketet és Widdle-t hátrahagyják egy biztonságosabb helyen.
Miután a gorax elpusztult, a Towani család újból egyesül, de csak rövid időre, legfeljebb néhány hónapra, mert miután a Towani szülők, Jeremitt és Catarine majdnem megjavították az űrhajót, a sanyassan kalózok rájuk támadnak; a támadás alatt megölik Mace-t és szüleit, valamint elrabolják Cindelt és a Világos fa falu számos lakosát. Wicket és Cindel elég kicsik ahhoz, hogy a blurrgok által húzott szekér egy kis résén kiférjenek és elmeneküljenek. A menekülést észreveszi két sanyassan és üldözőbe veszi a kicsiket, de aztán egy szikláról lezuhannak. Wicket és Cindel pedig egy barlangba mennek be. Miközben Wicket anyagot gyűjt egy bőrsikló készítéséhez, rábukkan egy kondor sárkányra (condor dragon), amely rájuk támad és elkapja Cindelt. Wicket üldözőbe veszi a kondor sárkányt a bőrsiklóval és sikerül kiszabadítania a kislányt. Az éjjelt egy fa odvában töltik. Reggel rájuk bukkan az igen fürge Teek, aki elvezeti őket Noa Briqualon (a Lázadó Szövetség egyik elveszett cserkésze) házához. Noa először barátságtalan és ellenséges a két gyerekkel szemben, de aztán szállást és ételt ad nekik, háztakarítás cseréjében.
A sanyassan Terak király szolgálatában, sok más sanyassan mellett a dathomiri Éjnővér, Charal is áll. Terak is és Charal is azt hiszik, hogy a hiperhajtó motor valami varázstárgy és segítségével hatalomra tehetnek szert. Charalnak van egy varázsgyűrűje, melynek segítségével hollóvá vagy más személlyé tud átváltozni. A sanyassanok a hiperhajtó motorért ölték meg a Towani szülőket; de Charal nem tud mit kezdeni e tárgyal. Emiatt Cindelt az anyja által énekelt énekkel magához csalja és elrabolja. Mivel Terak megszerezte Cindelt, azt gondolja, hogy már nincs szüksége Charalra, és tömlöcbe zárja. Azonban a kislány sem tud mit kezdeni a hiperhajtó motorral; sőt észreveszi, Noa egykori társának, Salak Weetnek a csontvázát. Salak már évek óta láncra volt verve. Közben Noa, Wicket és Teek bejutnak a kastélyba és kiszabadítják a kislányt és az ewokokat; és megszerzik a hiperhajtó motort. 
Mindnyájan sietnek Noa űrhajójához, amelyből épp csak a hiperhajtó motor hiányzott; de a sanyassanok üldözőbe veszik őket. Míg Noa és Cindel megpróbálják javítani az űrhajót, addig az ewokok és a sanyassanok megvívják a harcot az Endor erdőholdjáért. A harc végén Noa megküzd Terakkal, de mivel azelőtt Terak elvette a varázsgyűrűt a boszorkánytól, a küzdelem közben megütődik a gyűrű és a belőle kijövő energia kővé változtatja a sanyassanok királyát. Az ewokok kivívták a szabadságukat, a megmaradt sanyassanok pedig megfutamodtak. Cindel és Noa a harc után elhagyták az erdőholdat.
Cindel és Noa az űrben utazgattak néhány évig, aztán Y. u. 16-ban a már felnőtt lány a The Life Monitor-nak lett a tudósítója. Y. u. 41-ben megírta és kiadta a „Portraits of the Galactic Civil War” című művét.

## Megjelenése a filmekben, könyvekben, képregényekben
Cindel az Endor erdőholdján történő két tévéfilm hősnője. A filmek címei: „A bátrak karavánja” (The Ewok Adventure) és a „Harc az Endor bolygón” (Ewoks: The Battle for Endor). Cindel Towani e filmekről készült könyvekben is kapott szerepet; továbbá néhány a yuuzhan vongokról szóló képregényekben is meg van említve.
A két filmben Cindelt Aubree Miller alakítja.

## Fordítás
- Ez a szócikk részben vagy egészben a Cindel Towani című Wookieepedia-szócikk fordítása. Az eredeti cikk szerkesztőit annak laptörténete sorolja fel.